# Erwin Hochsträsser
Erwin Hochsträsser was een Zwitsers voetballer die speelde als aanvaller.

## Carrière
Hochsträsser speelde tussen 1932 en 1934 voor BSC Young Boys en Lausanne-Sport. Hij speelde twee interlands voor Zwitserland waarin hij een keer kon scoren.